# Zhu Yuling
Zhu Yuling (chinesisch 朱雨玲, Pinyin Zhū Yŭlíng; * 10. Januar 1995 in Mianyang) ist eine chinesische Tischtennisspielerin. Im Einzel gewann sie den World-Cup 2017, die Grand Finals 2016 sowie die Asienmeisterschaften 2015 und wurde 2017 Vize-Weltmeisterin, im Doppel holte sie den Titel bei der WM 2015 und den Grand Finals 2015 und 2017.

## Werdegang
International war sie zuerst 2010 aktiv, als sie im Jugendbereich Weltmeisterin und Vize-Asienmeisterin im Einzel und Doppel wurde. Zudem gewann sie in diesem Jahr bei den Japan Open Silber im Einzel und bei den Austrian Open Silber im Doppel und damit ihre ersten Pro-Tour-Medaillen. Nachdem sie im Juli auf Platz 105 der Weltrangliste eingestiegen war, stand sie so im August bereits auf Platz 25. In den Jahren danach holte sie zahlreiche weitere Medaillen bei Jugend-Welt- und Asienmeisterschaften, 2012 gewann sie im Doppel die Kuwait und China Open, ihre ersten Goldmedaillen im Erwachsenenbereich. 2013 nahm ihre internationale Aktivität weiter zu, und nachdem sie im Februar bei den Kuwait und Qatar Open ins Halbfinale gekommen war, rückte sie in der Weltrangliste auf Platz 8 vor, was ihre erste Top-10-Platzierung darstellte. Auch nahm sie zum ersten Mal an der Weltmeisterschaft teil, wo sie zwei Bronzemedaillen gewann. Im Einzel unterlag sie im Halbfinale der Chinesin Liu Shiwen, das Doppel mit Chen Meng wurde nach einer Niederlage gegen Ding Ning/Liu Shiwen Dritter. Auch bei der Asienmeisterschaft im selben Jahr kam sie im Einzel bis ins Halbfinale, holte aber außerdem Gold im Doppel und mit der Mannschaft. Ende des Jahres nahm sie an den Grand Finals teil, wo sie im Viertelfinale an Li Xiaoxia scheiterte.
Auch 2014 war sie Teil des chinesischen Teams, das WM-Gold gewann, mit Siegen bei den Kuwait und Swedish Open sicherte sie sich zudem ihre ersten Einzel-Goldmedaillen auf der World Tour. Bei der Weltmeisterschaft 2015 schied sie erneut gegen Liu Shiwen aus – diesmal bereits im Viertelfinale –, wurde aber zusammen mit ihr Doppel-Weltmeisterin. Bei der Asienmeisterschaft holte sie Gold. Durch einen dritten Platz beim Asian Cup qualifizierte sie sich außerdem zum ersten Mal für den World Cup, bei dem sie im Achtelfinale nach 0:3-Rückstand noch mit 4:3 über Georgina Póta siegte, im Viertelfinale aber gegen Li Jiao ausschied. Bei den Grand Finals holte sie Bronze im Einzel und Gold im Doppel. 2016 folgten noch einmal WM-Gold mit dem Team sowie die erste Einzel-Goldmedaille bei den Grand Finals.

Verlauf der Weltranglistenposition

Das Jahr 2017 begann für Zhu ungünstig, bei der Asienmeisterschaft scheiterte sie, wie auch Ding Ning und Chen Meng, an der Überraschungssiegerin Miu Hirano. Dafür konnte sie bei der Weltmeisterschaft im Halbfinale Liu Shiwen schlagen und holte sowohl im Einzel als auch im Doppel Silber. Im September und Oktober schlug sie beim Asian Cup und beim World Cup jeweils Liu Shiwen im Finale und rückte infolgedessen zum ersten Mal auf Platz 1 der Weltrangliste vor. 2018 gewann sie erneut WM-Gold mit der Mannschaft, beim World Cup verlor sie das Finale gegen Ding Ning. Bei den Swedish Open im selben Jahr musste sie sich zudem im Finale überraschend deutlich Mima Itō geschlagen geben.
Ab Januar 2019 stand sie nicht mehr auf Platz 1 der Weltrangliste, konnte aber am Asian Cup teilnehmen und sich durch ihren Sieg dort für den World Cup qualifizieren, bei dem sie Silber gewann. Dafür wurde sie nur im Doppel für die Weltmeisterschaft nominiert, bei der sie Bronze holte, gewann im Einzel in diesem Jahr kein World-Tour-Turnier und schied bei den Grand Finals in der ersten Runde aus. Im Februar 2020 belegte sie so nur noch Platz 7 der Weltrangliste.
2020 wurde über gesundheitliche Probleme Zhu Yulings berichtet, nach den Qatar Open im März 2020 nahm sie mehrere Jahre lang an keinen internationalen Turnieren mehr teil, bis sie im September 2024 – für den Verband von Macau startend – beim WTT Champions Macao antrat. Nach ihrem Sieg beim United States Smash 2025 kehrte sie in die Top 10 der Weltrangliste zurück.

## Turnierergebnisse
| Verband | Veranstaltung                | Jahr | Ort          | Land | Einzel        | Doppel        | Mixed           | Team |
| ------- | ---------------------------- | ---- | ------------ | ---- | ------------- | ------------- | --------------- | ---- |
| CHN     | Asienmeisterschaft           | 2017 | Wuxi         | CHN  | Halbfinale    | Gold          |                 | Gold |
| CHN     | Asienmeisterschaft           | 2015 | Pattaya      | THA  | Gold          | Halbfinale    |                 | Gold |
| CHN     | Asienmeisterschaft           | 2013 | Busan        | KOR  | Halbfinale    | Gold          | Viertelfinale   | Gold |
| CHN     | Jugend-Asienmeisterschaft    | 2011 | New Delhi    | IND  | Gold          | Gold          |                 | Gold |
| CHN     | Jugend-Asienmeisterschaft    | 2010 | Bangkok      | THA  | Silber        | Silber        |                 | Gold |
| CHN     | Asian Cup                    | 2019 | Yokohama     | JPN  | Gold          |               |                 |      |
| CHN     | Asian Cup                    | 2018 | Yokohama     | JPN  | Gold          |               |                 |      |
| CHN     | Asian Cup                    | 2017 | Ahmedabad    | IND  | Gold          |               |                 |      |
| CHN     | Asian Cup                    | 2015 | Jaipur       | IND  | 3. Platz      |               |                 |      |
| CHN     | Asienspiele                  | 2018 | Jakarta      | IDN  |               |               |                 | Gold |
| CHN     | Asienspiele                  | 2014 | Incheon      | KOR  | Silber        | Gold          |                 | Gold |
| CHN     | Grand Smash                  | 2025 | Las Vegas    | USA  | Gold          |               |                 |      |
| CHN     | WTT Series (Star Contender)  | 2025 | Ljubljana    | SLO  | Halbfinale    |               |                 |      |
| CHN     | WTT Series (Contender)       | 2025 | Taiyuan      | CHN  | Silber        |               |                 |      |
| CHN     | WTT Series (Champions)       | 2025 | Incheon      | KOR  | Halbfinale    |               |                 |      |
| CHN     | ITTF World Tour              | 2020 | Doha         | QAT  | Viertelfinale | Gold          |                 |      |
| CHN     | ITTF World Tour              | 2020 | Magdeburg    | GER  | Halbfinale    |               |                 |      |
| CHN     | ITTF World Tour              | 2019 | Linz         | AUT  | Silber        |               | Silber          |      |
| CHN     | ITTF World Tour              | 2019 | Sapporo      | JPN  | letzte 32     |               | Gold            |      |
| CHN     | ITTF World Tour              | 2019 | Shenzhen     | CHN  | Halbfinale    | Silber        |                 |      |
| CHN     | ITTF World Tour              | 2019 | Budapest     | HUN  | Silber        | Gold          |                 |      |
| CHN     | ITTF World Tour              | 2018 | Linz         | AUT  | Halbfinale    |               |                 |      |
| CHN     | ITTF World Tour              | 2018 | Stockholm    | SWE  | Silber        |               |                 |      |
| CHN     | ITTF World Tour              | 2018 | Daejeon      | KOR  | Gold          | Silber        |                 |      |
| CHN     | ITTF World Tour              | 2018 | Shenzhen     | CHN  | letzte 16     | Gold          |                 |      |
| CHN     | ITTF World Tour              | 2017 | Stockholm    | SWE  | Halbfinale    | Silber        |                 |      |
| CHN     | ITTF World Tour              | 2017 | Magdeburg    | GER  | Silber        | Viertelfinale |                 |      |
| CHN     | ITTF World Tour              | 2017 | Gold Coast   | AUS  | Halbfinale    | Gold          |                 |      |
| CHN     | ITTF World Tour              | 2017 | Chengdu      | CHN  | Viertelfinale | Silber        |                 |      |
| CHN     | ITTF World Tour              | 2016 | Chengdu      | CHN  | Viertelfinale | Gold          |                 |      |
| CHN     | ITTF World Tour              | 2016 | Incheon      | KOR  | Halbfinale    | Halbfinale    |                 |      |
| CHN     | ITTF World Tour              | 2016 | Tokio        | JPN  | Halbfinale    | Silber        |                 |      |
| CHN     | ITTF World Tour              | 2016 | Kuwait City  | KUW  | Viertelfinale | Silber        |                 |      |
| CHN     | ITTF World Tour              | 2016 | Doha         | QAT  | Halbfinale    |               |                 |      |
| CHN     | ITTF World Tour              | 2015 | Stockholm    | SWE  | Silber        | Viertelfinale |                 |      |
| CHN     | ITTF World Tour              | 2015 | Warschau     | POL  | Silber        | Gold          |                 |      |
| CHN     | ITTF World Tour              | 2015 | Kuwait City  | KUW  | Halbfinale    | Gold          |                 |      |
| CHN     | ITTF World Tour              | 2015 | Kobe         | JPN  | Silber        | Viertelfinale |                 |      |
| CHN     | ITTF World Tour              | 2015 | Chengdu      | CHN  | Gold          | Viertelfinale |                 |      |
| CHN     | ITTF World Tour              | 2014 | Stockholm    | SWE  | Gold          | Gold          |                 |      |
| CHN     | ITTF World Tour              | 2014 | Kuwait City  | KUW  | Gold          | Halbfinale    |                 |      |
| CHN     | ITTF World Tour              | 2013 | Ekaterinburg | RUS  | Halbfinale    | Silber        |                 |      |
| CHN     | ITTF World Tour              | 2013 | Suzhou       | CHN  | Viertelfinale | Gold          |                 |      |
| CHN     | ITTF World Tour              | 2013 | Doha         | QAT  | Halbfinale    | Halbfinale    |                 |      |
| CHN     | ITTF World Tour              | 2013 | Kuwait City  | KUW  | Halbfinale    | Halbfinale    |                 |      |
| CHN     | ITTF World Tour              | 2013 | Wels         | AUT  | Viertelfinale | Silber        |                 |      |
| CHN     | ITTF World Tour              | 2012 | Ekaterinburg | RUS  | Viertelfinale | Halbfinale    |                 |      |
| CHN     | ITTF World Tour              | 2012 | Suzhou       | CHN  | Viertelfinale | Gold          |                 |      |
| CHN     | ITTF World Tour              | 2012 | Kuwait City  | KUW  | Halbfinale    | Gold          |                 |      |
| CHN     | ITTF Pro Tour                | 2010 | Wels         | AUT  | letzte 16     | Silber        |                 |      |
| CHN     | ITTF Pro Tour                | 2010 | Kobe         | JPN  | Silber        | letzte 16     |                 |      |
| CHN     | ITTF World Tour Grand Finals | 2019 | Zhengzhou    | CHN  | letzte 16     |               |                 |      |
| CHN     | ITTF World Tour Grand Finals | 2018 | Incheon      | KOR  | Halbfinale    |               |                 |      |
| CHN     | ITTF World Tour Grand Finals | 2017 | Astana       | KAZ  | Silber        | Gold          |                 |      |
| CHN     | ITTF World Tour Grand Finals | 2016 | Doha         | QAT  | Gold          |               |                 |      |
| CHN     | ITTF World Tour Grand Finals | 2015 | Lissabon     | POR  | Halbfinale    | Gold          |                 |      |
| CHN     | ITTF World Tour Grand Finals | 2013 | Dubai        | UAE  | Viertelfinale |               |                 |      |
| CHN     | World Cup                    | 2019 | Chengdu      | CHN  | Silber        |               |                 |      |
| CHN     | World Cup                    | 2018 | Chengdu      | CHN  | Silber        |               |                 |      |
| CHN     | World Cup                    | 2017 | Markham      | CAN  | Gold          |               |                 |      |
| CHN     | World Cup                    | 2015 | Sendai       | JPN  | Viertelfinale |               |                 |      |
| CHN     | Weltmeisterschaft            | 2019 | Budapest     | HUN  |               | Halbfinale    |                 |      |
| CHN     | Weltmeisterschaft            | 2018 | Halmstad     | SWE  |               |               |                 | Gold |
| CHN     | Weltmeisterschaft            | 2017 | Düsseldorf   | GER  | Silber        | Silber        |                 |      |
| CHN     | Weltmeisterschaft            | 2016 | Kuala Lumpur | MAS  |               |               |                 | Gold |
| CHN     | Weltmeisterschaft            | 2015 | Suzhou       | CHN  | Viertelfinale | Gold          |                 |      |
| CHN     | Weltmeisterschaft            | 2014 | Tokio        | JPN  |               |               |                 | Gold |
| CHN     | Weltmeisterschaft            | 2013 | Paris        | FRA  | Halbfinale    | Halbfinale    |                 |      |
| CHN     | Jugend-Weltmeisterschaft     | 2012 | Hyderabad    | IND  | Gold          | Gold          | Halbfinale      | Gold |
| CHN     | Jugend-Weltmeisterschaft     | 2011 | Manama       | BRN  | Silber        | Silber        | Halbfinale      | Gold |
| CHN     | Jugend-Weltmeisterschaft     | 2010 | Bratislava   | SVK  | Gold          | Gold          | Disqualifiziert | 2    |
| CHN     | World Junior Circuit         | 2011 | Taicang      | CHN  | Silber        |               |                 |      |
| CHN     | World Junior Circuit         | 2011 | Chengdu      | CHN  | Halbfinale    |               |                 |      |
| CHN     | World Junior Circuit         | 2010 | Chengdu      | CHN  | Gold          |               |                 |      |